# Mihajlovac (Smederevo)
Pour les articles homonymes, voir Mihajlovac.
Mihajlovac (en serbe cyrillique : Михајловац) est une localité de Serbie située sur le territoire de la Ville de Smederevo, district de Podunavlje. Au recensement de 2011, elle comptait 2 674 habitants.
Mihajlovac est officiellement classé parmi les villages de Serbie.

## Démographie

### Évolution historique de la population
| 1948  | 1953  | 1961  | 1971  | 1981  | 1991  | 2002  | 2011  |
| ----- | ----- | ----- | ----- | ----- | ----- | ----- | ----- |
| 3 795 | 4 035 | 4 023 | 3 766 | 3 736 | 3 570 | 3 093 | 2 674 |

|  |